# Садыков, Самат
Садыков Самат Садыкович  (8 мая 1920, с. Кара-Сай — 1 мая 1945, Германия) — гвардии младший сержант, командир расчёта станкового пулемёта 16-го гвардейского кавалерийского полка 4-й гвардейской кавалерийской Мозырской Краснознамённой дивизии 2-го гвардейского кавалерийского корпуса. Герой Советского Союза.

## Биография
Родился 8 мая 1920 года в селе Кара-Сай ныне село Самат Лейлекского района Баткенской области Кыргызстана в семье крестьянина. Киргиз. После окончания семилетней школы работал в колхозе.
В октябре 1940 года призван в ряды РККА. Член ВКП(б).

## Великая Отечественная война
На фронте с марта 1943 года. Наводчик, командир расчёта станкового пулемёта 1-го эскадрона 16-й гвардейского кавалерийского полка 4-й гвардейской кавалерийской Мозырской Краснознамённой дивизии. Участвовал в боях полка при форсировании реки Десны, расширении плацдарма на реке Днепр, в боях на территории Белоруссии, Польши и Германии.

#### Подвиг
В марте 1945 года был представлен к званию Героя Советского Союза, из наградного листа, подписанного командиром 16-го гвардейского кавалерийского полка:

…За время боёв только в нашем полку Садыковым уничтожено до 300 немцев, в том числе 2 майора и до 15 других офицеров, подбито 12 и сожжено 7 автомашин, уничтожено 10 огневых точек.
…В боях на территории Польши за город Бромберг (Быдгощ) пулемётчик Садыков установив пулемёт на насыпи железной дороги на фланге взвода и когда немцы были выбиты из дома и бросились бежать, скосил 15 человек, после этого он ведя огонь по огневым точкам противника подавил 3 тяжёлых, 5 легких пулемётов и уничтожил до 30 немцев. Будучи ранен в голову продолжал вести огонь до конца боя…

Указом Президиума Верховного Совета СССР от 31 мая 1945 года за образцовое выполнение боевых заданий командования на фронте борьбы с немецкими захватчиками и проявленные при этом доблесть и мужество гвардии младшему сержанту Садыкову Самату присвоено звание Героя Советского Союза с вручением ордена Ленина и медали «Золотая Звезда» (посмертно).
Самат Садыков погиб в бою 1 мая 1945 года в ходе Берлинской операции при взятии опорного пункта Бредиков (Brädikow) на подступах к городу Фризак.

## Награды

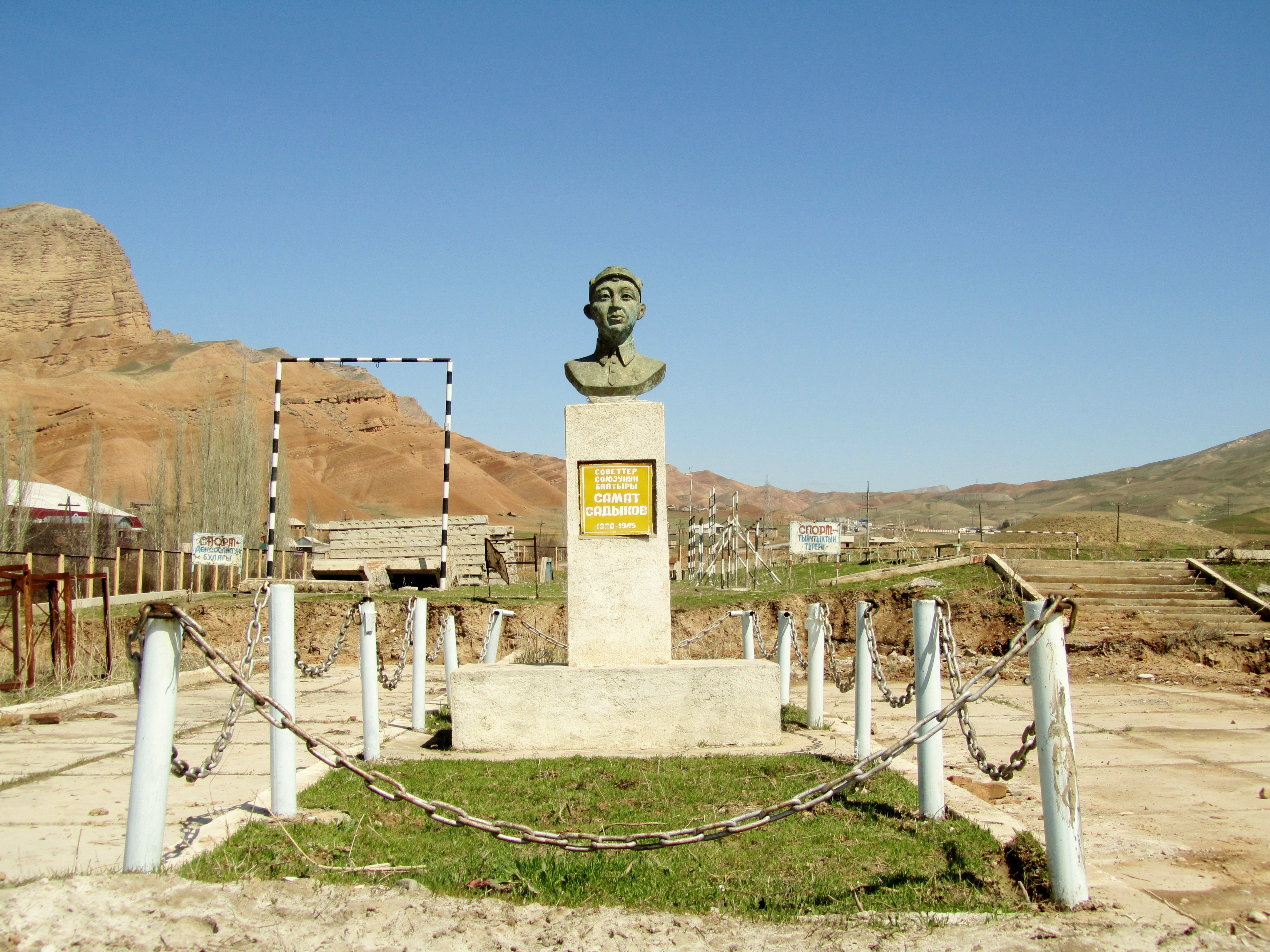
Бюст С. Садыкова в селе Самат

- Медаль «Золотая Звезда» (31.05.1945)[1][2];
- орден Ленина (31.05.1945);
- орден Красного Знамени (08.09.1944)[5];
- орден Отечественной войны I степени (27.05.1945)[6];
- две медали «За отвагу» (25.08.1943[7]; 27.10.1943[8]).

## Память
В память о Герое Советского Союза Самате Садыкове его родное село Кара-Сай было переименовано в село Самат. В селе установлен бюст Героя. Его имя носит местная средняя школа.